# Белозобый дрозд
Белозобый дрозд (лат. Turdus torquatus) — певчая птица из семейства дроздовых (Turdidae). Выделяют три подвида.

## Внешний вид
Белозобый дрозд очень похож на чёрного дрозда, достигает длины 23—24 см и массы от 90 до 138 г. У самцов чёрное оперение с заметной толстой белой полоской на груди. Нижняя часть клюва у самцов оранжевого цвета. У самок оттенок оперения скорее коричневый, а полоска на груди светло-серая. У птенцов оперение поначалу пятнистое и без полоски на груди. Пение напоминает звуки так-так и трю-трю.

## Распространение
Белозобый дрозд предпочитает светлые хвойные леса в невысоких горных системах умеренных широт. Зиму этот вид проводит в средиземноморском регионе.

## Питание
Белозобый дрозд питается моллюсками, ягодами, насекомыми и их личинками. Особенно часто к добыче относятся дождевые черви.

## Размножение
Типичное гнездо строится самкой и представляет собой чашечку из листьев, сухой травы и другого растительного материала, смешанного с грязью. На западе ареала гнезда почти всегда строятся на земле, но подвид T. t. alpestris может также гнездиться на небольшом дереве или кустарнике на средней высоте 3,5 метра от земли. Во время сезона гнездования за один раз откладываются 4-5 сине-зелёных яиц с коричневыми вкраплениями, которые насиживаются обоими родителями на протяжении двух недель. Вылупившиеся птенцы начинают летать спустя 12-14 дней после рождения. 